# STS-7
STS-7 var den sjunde flygningen i det amerikanska rymdfärjeprogrammet och den andra i ordningen för rymdfärjan Challenger. Den sköts upp från Pad 39A vid Kennedy Space Center i Florida den 18 juni 1983. Efter drygt sex dagar i omloppsbana runt jorden återinträdde rymdfärjan i jordens atmosfär och landade vid Edwards Air Force Base i Kalifornien. 
Sally Ride blev första amerikanska kvinnan i rymden.

## Start och landning
Starten skedde klockan 07:33 (EDT) 18 juni 1983 från Pad 39A vid Kennedy Space Center i Florida.
Landningen skedde klockan 06:56 (PDT) 24 juni 1983 vid Edwards Air Force Base i Kalifornien.

## Uppdragets mål
Två kommunikationssatelliter, Anik C-2 (kanadensisk) och Palapa B-1 (indonesisk), placerades i omloppsbana.